# Кобаснян Володимир Віссаріонович
Володимир Кобаснян (рум. Vladimir Cobăsnean; 22 квітня 1935, с. Куйзеука Резінського району — 19 квітня 2017) — молдовський актор та педагог.

## Біографічні відомості
Народився 22 квітня 1935 у с. Куйзеука Резінського району.
Навчався на театральному факультеті Державної консерваторії імені Музическу, яку закінчив у 1962 році.
З 1958 по 1990 рік - актор театру імені О.С. Пушкіна. Пізніше, з 1990 по 1997 рік працював актором у театрі етнографії та фольклору імені Й. Крянге. З 1997 року — актор Національного театру імені М. Емінеску.
Професор Інституту мистецтв (з 1969 року).
Зіграв понад 100 ролей в театрі та кіно.
За заслуги у викладанні театрального майстерства у 2004 році удостоєний премії театрального конкурсу Gala Premiilor UNITEM.
Помер 19 квітня 2017 року.
Через рік після смерті у 2018 році Пошта Молдови випустила конверт з маркою в пам'ять про актора.